# Schermen op de Pan-Amerikaanse Spelen 2015
Schermen is een van de sporten die beoefend werden op de Pan-Amerikaanse Spelen 2015 in Toronto. De wedstrijden worden gehouden van 20 tot en met 25 juli in het Toronto Pan Am Sports Centre. In totaal nemen 155 schermers deel uit 17 landen.

## Medailles

### Mannen
| Onderdeel   | Goud | Goud                                                     | Zilver | Zilver                                             | Brons   | Brons                                                         |
| ----------- | ---- | -------------------------------------------------------- | ------ | -------------------------------------------------- | ------- | ------------------------------------------------------------- |
| Degen       | VEN  | Rubén Limardo                                            | ARG    | José Dominguez                                     | CAN USA | Hugues Boisvert-Simard Jason Pryor                            |
| Degen team  | VEN  | Silvio Fernández Rubén Limardo Francisco Limardo         | USA    | Benjamin Bratton Jason Pryor Yeisser Ramirez       | CUB     | Reynier Henrique Ringo Quintero Yunior Reytor                 |
| Floret      | USA  | Alexander Massialas                                      | USA    | Gerek Meinhardt                                    | MEX BRA | Daniel Gómez Ghislain Perrier                                 |
| Floret team | USA  | Miles Chamley-Watson Alexander Massialas Gerek Meinhardt | BRA    | Ghislain Perrier Fernando Scavasin Guilherme Toldo | MEX     | Raul Arizaga Vaca Jesus Beltran Macias Daniel Gomez Tanamachi |
| Sabel       | USA  | Eli Dershwitz                                            | CAN    | Joseph Polossifakis                                | BRA ARG | Renzo Agresta Ricardo Bustamante                              |
| Sabel team  | USA  | Eli Dershwitz Daryl Homer Jeff Spear                     | CAN    | Shaul Gordon Mark Peros Joseph Polossifakis        | ARG     | Ricardo Bustamante Pascual Di Tella Stefano Lucchetti         |

### Vrouwen
| Onderdeel   | Goud | Goud                                                          | Zilver | Zilver                                      | Brons   | Brons                                             |
| ----------- | ---- | ------------------------------------------------------------- | ------ | ------------------------------------------- | ------- | ------------------------------------------------- |
| Degen       | USA  | Katharine Holmes                                              | DOM    | Violeta Ramírez                             | BRA VEN | Nathalie Moellhausen María Martínez               |
| Degen team  | USA  | Katharine Holmes Katarzyna Trzopek Anna Catherine Van Brummen | VEN    | Eliana Lugo Dayana Martinez María Martínez  | BRA     | Rayssa Costa Nathalie Moellhausen Amanda Simeao   |
| Floret      | USA  | Lee Kiefer                                                    | COL    | Saskia Loretta van Erven Garcia             | USA CAN | Nicole Ross Alanna Goldie                         |
| Floret team |      |                                                               |        |                                             |         |                                                   |
| Sabel       | USA  | Dagmara Wozniak                                               | VEN    | Alejandra Benítez                           | CAN ARG | Gabriella Page María Belén Pérez Maurice          |
| Sabel team  | USA  | Ibtihaj Muhammad Dagmara Wozniak Mariel Zagunis               | MEX    | Úrsula González Paola Pliego Julieta Toledo | VEN     | Alejandra Benítez Milagros Pastran Shia Rodriguez |

### Medaillespiegel
| Plaats | Land                   | NOC    | Goud | Zilver | Brons | Totaal |
| ------ | ---------------------- | ------ | ---- | ------ | ----- | ------ |
| 1      | Verenigde Staten       | USA    | 8    | 2      | 2     | 12     |
| 2      | Venezuela              | VEN    | 2    | 2      | 2     | 6      |
| 3      | Canada                 | CAN    | 0    | 2      | 3     | 5      |
| 4      | Argentinië             | ARG    | 0    | 1      | 3     | 4      |
| 5      | Mexico                 | MEX    | 0    | 1      | 1     | 2      |
| 6      | Dominicaanse Republiek | DOM    | 0    | 1      | 0     | 1      |
| 6      | Colombia               | COL    | 0    | 1      | 0     | 1      |
| 8      | Brazilië               | BRA    | 0    | 0      | 4     | 4      |
| 9      | Cuba                   | CUB    | 0    | 0      | 1     | 1      |
| Totaal | Totaal                 | Totaal | 10   | 10     | 16    | 36     |